# Boluaga (manzana)
Boluaga es el nombre de una variedad cultivar de manzano (Malus domestica). Esta manzana está cultivada en la colección-repositorio de variedades de manzanos de la Estación Experimental Aula Dei (Zaragoza) con n.º de accesión "3340". Esta manzana también se cultiva en el repositorio  de manzanos de Vizcaya Estación de fruticultura de Zalla. Es originaria de Vizcaya Comunidad autónoma de País Vasco.

## Sinónimos
- "Boluaga 3340",[5]
- "Boluaga Sagarra",
- "Manzana Boluaga".[7][8]

## Historia
'Boluaga' está considerada incluida en las variedades locales autóctonas muy antiguas, cuyo cultivo se centraba en comarcas muy definidas. Se caracterizaban por su buena adaptación a sus ecosistemas y podrían tener interés genético en virtud de su adaptación. Se encontraban diseminadas por todas las regiones fruteras españolas, aunque eran especialmente frecuentes en la España húmeda. Estas se podían clasificar en dos subgrupos: de mesa y de sidra (aunque algunas tenían aptitud mixta).
'Boluaga' es una variedad mixta, clasificada como de mesa, también se utiliza en la elaboración de sidra; difundido su cultivo en el pasado por los viveros comerciales y cuyo cultivo en la actualidad se ha reducido a huertos familiares y jardines privados.

## Características
El manzano de la variedad 'Boluaga' tiene un vigor medio a alto; porte desplegado, con vegetación muy tupida, hojas grandes; tubo del cáliz ancho o mediano, triangular o alargado en forma de cono o de embudo con tubo largo, y con los estambres insertos bajos, pistilo fuerte. Tiene un inicio de floración tardía, con tiempo de floración que comienza a partir del 2 de mayo con el 10% de floración, para el 9 de mayo tiene una floración completa (80%), y para el 14 de mayo tiene un 90% de caída de pétalos.
'Boluaga' tiene una talla de fruto grande; forma ancha globosa cónica, con contorno levemente irregular, simétrico; epidermis con color de fondo verde, importancia del sobre color medio, color del sobre color rojo, distribución del sobre color chapa/rayas, presentando chapa roja con rubor continuo con rayas finas, acusa punteado pequeño color más oscuro que se extienden aleatoriamente por la superficie, siendo alguno ruginoso, y con "russeting" (pardeamiento áspero superficial que presentan algunas variedades) débil; pedúnculo de longitud corto, grueso, no sobresale de la cavidad peduncular, anchura de la cavidad peduncular amplia, profundidad de la cav, peduncular poco profunda, inicio de placa ruginosa color grisáceo en el fondo  de la base de la cavidad, y con importancia del "russeting" en la cav. peduncular medio; anchura de la cavidad calicina estrecha, profundidad de la cav, calicina poco profunda, inicio de placa ruginosa color grisáceo en la base de la cavidad alrededor del ojo, corona calicina levemente ondulada, y con importancia del "russeting" en la cav. calicina medio; ojo de tamaño pequeño y está cerrado; sépalos partidos o triangulares con las puntas vueltas hacia fuera.
Carne de color crema; textura de la pulpa firme; sabor dulce, con acidez baja y contenido en azúcares medio; en corte seccionado por el plano central, presenta alrededor de las celdas seminales un círculo de puntos de vitrificación (zonas de acumulo de azúcares que presentan aspecto de estar helado).
Su tiempo de recogida de cosecha tardía en otoño se inicia a finales de octubre a noviembre.